# 约翰·弗里德里希·冯埃施朔尔茨
约翰·弗里德里希·冯埃施朔尔茨（Johann Friedrich von Eschscholtz，1793年11月1日—1831年5月19日）是一名俄罗斯博物学家，波罗的海德意志人。出生于里加省多尔帕特（今爱沙尼亚塔尔图）。1815～1818年参加了探险家奥托·冯·科策布的第一次航海探险，途中与植物学家阿德尔贝特·冯·沙米索一同收集记录了大量新物种。回到多尔帕特后，冯埃施朔尔茨被任命为多尔帕特大学（今塔尔图大学）分类学教授和动物博物馆馆长。1823～1826年，他参加了科策布第二次航海旅行。著有System der Akalephen（1829）、Zoologischer Atlas（1829-1833）等著作。其好友沙米索以其姓氏命名了花菱草属（Eschscholtzia）属名。